# إلين غليديتش براستاد
إلين غليديتش براستاد (بالنرويجية البوكمول: Eline Gleditsch Brustad)‏ هي دراجة نرويجية، ولدت في 25 سبتمبر 1994 في النرويج.

## وصلات خارجية
- إلين غليديتش براستاد على موقع أرشيف الدراجات (الإنجليزية)
- إلين غليديتش براستاد على موقع إحصائيات الدراجات الإحترافية (الإنجليزية)